# Дом И. А. Милютина
Музей «Дом И. А. Милютина» на Соборной Горке — дом-музей череповецкого головы XIX века Ивана Андреевича Милютина, который исполнял обязанности городского градоначальника 46 лет. Экспозиции музея рассказывают посетителям о быте, жизни и деятельности градоначальника.

## История
Дачный дом И. А. Милютина, который в XIX веке на протяжении 46 лет трудился череповецким головой, является особняком нового типа и ярко свидетельствует о промышленном и культурном подъёме последней четверти XIX — начала XX века. Дом размещён на высоком живописном берегу Шексны немного западнее Воскресенского собора.
4 ноября 2006 года Музей «Дом И. А. Милютина» распахнул свои двери для посетителей и любителей старины и истории.

## Строение и помещения музея

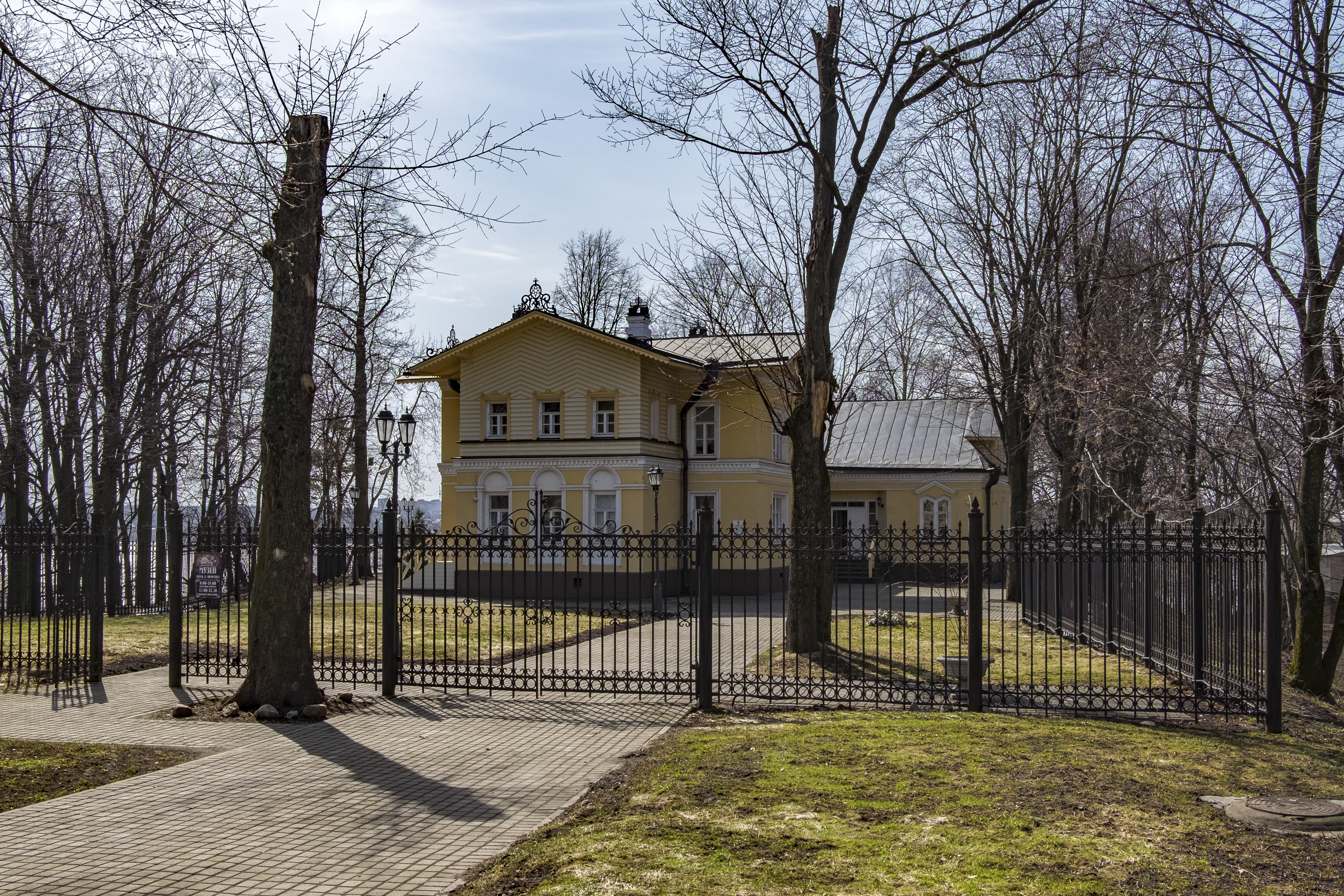
Центральный вход в музей

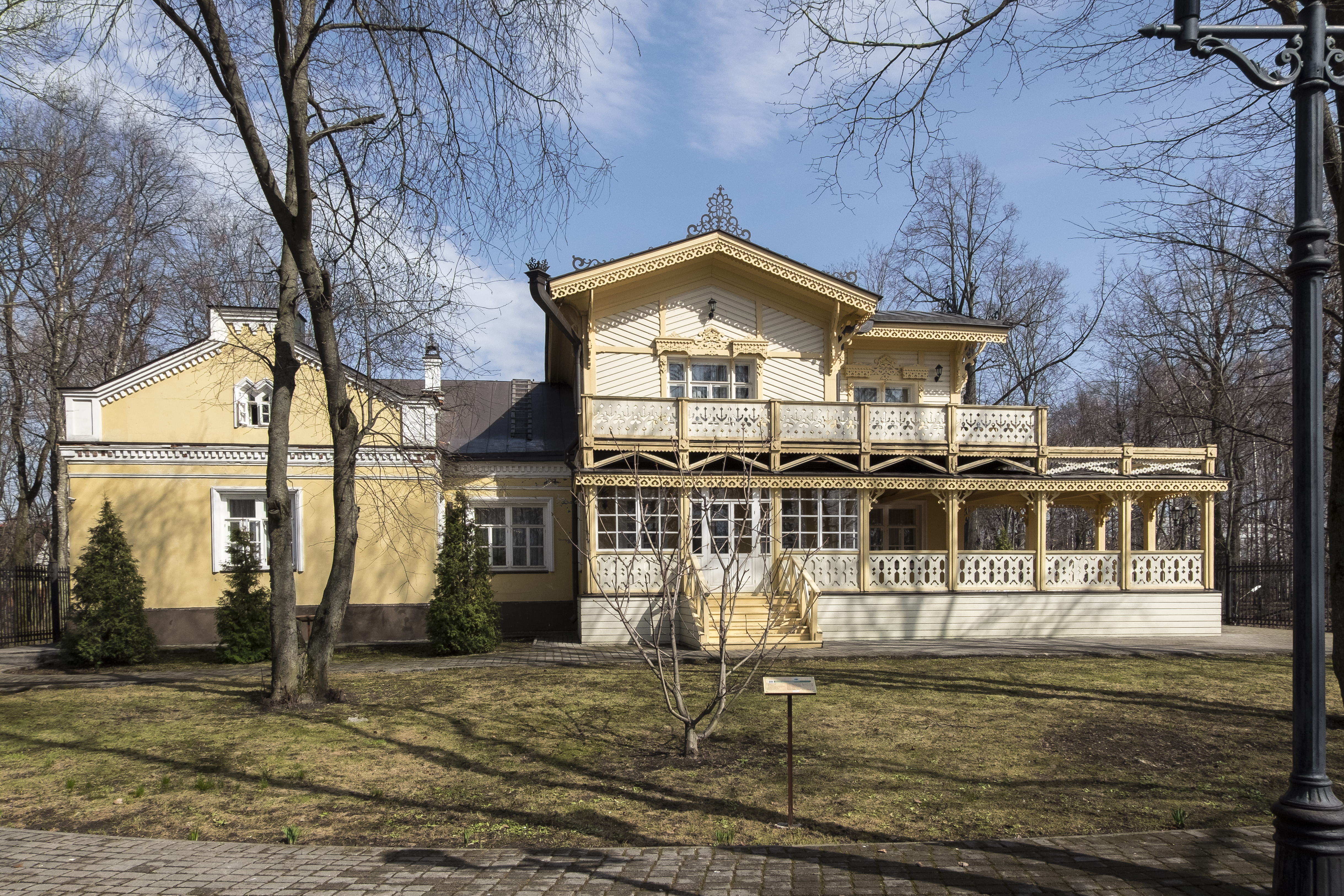
Парадный вход

Дом был восстановлен по чертежам начала XX века на месте особняка городского головы. Оригинальную усадьбу Милютина время не пощадило и она не сохранилась до наших дней. Во времена Советского Союза здание было заселено жильцами в коммунальных квартирах. Реставраторы и строители постарались сохранить особенности строения, были выполнены уникальные внешние работ и внутренние реставрационные работы по отделке.
В доме имеется два этажа — первый каменный, второй деревянный. На первом этаже находятся кабинет-приемная, мужская гостиная, парадный зал, женская гостиная, столовая-буфетная, будуар, мемориальная комната Ивана Андреевича Милютина. На втором этаже расположились гостиная с выходом на балкон, рабочий кабинет и спальня хозяина. В подвальном помещении оборудована и введена в эксплуатацию экспозиция музея «Винный погреб».

## Экспозиция

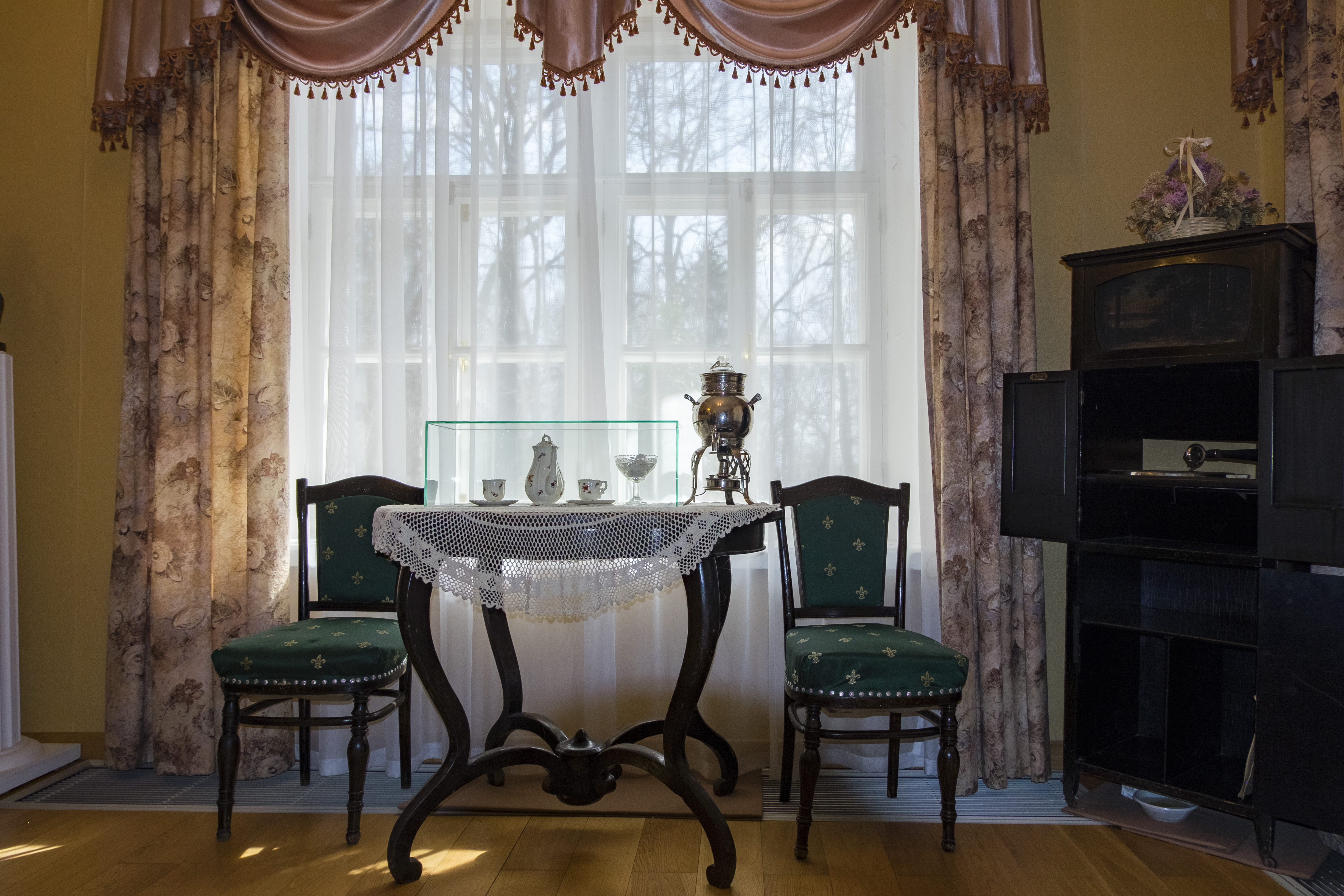
Интерьер

Экспозиция дома-музея ориентирована на «Жизнь и деятельность городского головы И. А. Милютина». В помещениях размещены и представлены документы, фотографии, книги, вещи, принадлежавшие семье Милютиных.
Каждый год в апреле в Череповце организуются Милютинские дни. Проводятся новые выставки, которые обращают внимание на общественную деятельность Ивана Милютина, проходят научные конференции, активно обнародуются архивные материалы. В Доме-музее посетителей ждёт ароматный чай с мятой и свежей выпечкой. Вкусный кисель по рецептам XIX века и гастрономические экскурсии увлекут всех желающих. Мастер-классы «старинной школы», дают возможность использовать счёты и оформить рукопись чернилами и пером.
В музее организуются вечера литературы и музыки, проводятся встречи с поэтами и художниками города и области. Активную работу коллектив ведёт по организации и проведению праздников, связанных с купеческим бытом, предоставляет возможность фотосъемок в исторических интерьерах.